# Strzeszyn, Gmina Borne Sulinowo
Strzeszyn [ˈstʂɛʂɨn] là một ngôi làng thuộc khu hành chính của Gmina Borne Sulinowo, thuộc hạt Szczecinek, West Pomeranian Voivodeship, ở phía tây bắc Ba Lan. Nó nằm khoảng 9 kilômét (6 mi) phía tây bắc Borne Sulinowo, 21 km (13 mi) về phía tây nam của Szczecinek, và 124 km (77 mi) về phía đông của thủ đô khu vực Szczecin.
Trước năm 1648, khu vực này là một phần của Duchy of Pomerania, 1648-1945 Phổ và Đức. Đối với lịch sử của khu vực, xem Lịch sử của Pomerania.

Làng có dân số 30 người. 
1. ↑  "Central Statistical Office (GUS) - TERYT (National Register of Territorial Land Apportionment Journal)" (bằng tiếng Ba Lan). ngày 1 tháng 6 năm 2008.

53°36′54″B 16°25′17″Đ / 53,615°B 16,42139°Đ